# Beauvois-en-Vermandois
Beauvois-en-Vermandois – miejscowość i gmina we Francji, w regionie Hauts-de-France, w departamencie Aisne.
Według danych na styczeń 2014 roku gminę zamieszkiwało 285 osób, a gęstość zaludnienia wynosiła 37,5 osób/km².